# Orde Olímpic
L'Orde Olímpic és una condecoració de caràcter civil, el guardó més important dels concedits pel Moviment Olímpic. Va ser creada en el mes de maig de 1975 pel Comitè Olímpic Internacional (COI) com a distinció successora del Certificat Olímpic. Aquesta orde en un primer moment va tenir tres categories (or, plata i bronze) encara que des de l'any 1984 la modalitat de bronze va caure en desús. S'atorga per contribucions especialment distingides al Moviment Olímpic, és a dir, en reconeixement del valor de l'esforç com a mèrit per a la causa de l'esport. També de forma habitual, com a mostra de cortesia, el COI lliura l'Orde Olímpica al responsable nacional de l'organització dels Jocs Olímpics en la cerimònia de clausura d'aquests.

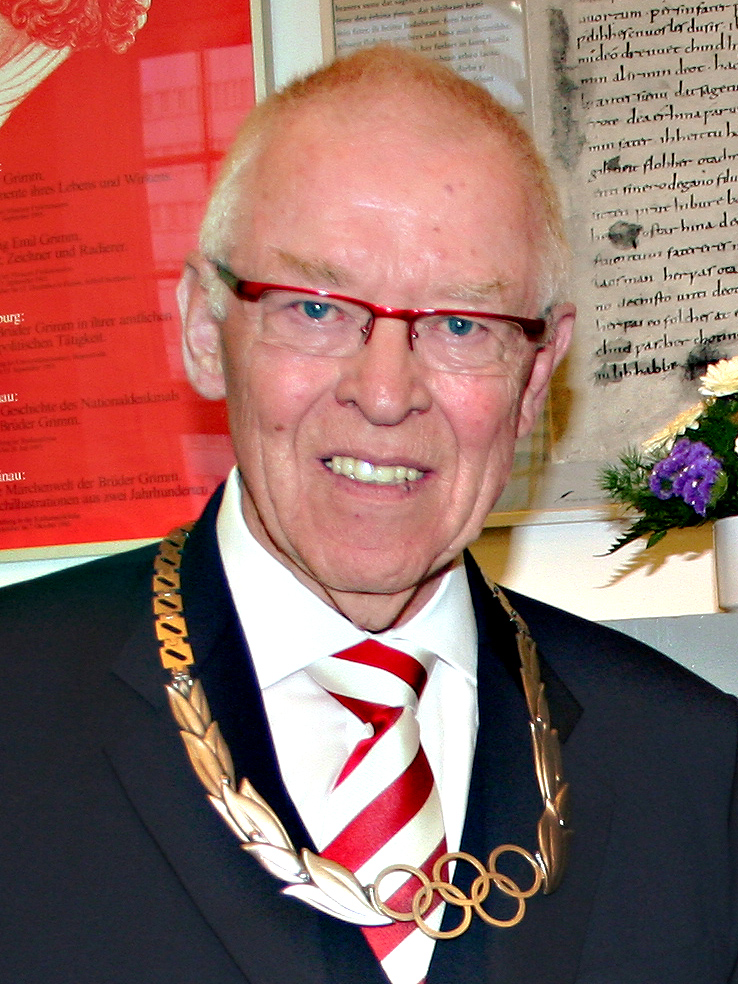
El doctor Ulrich Feldhoff, president esportiu de l'Orde Olímpic amb el seu collar

La insígnia de l'Orde Olímpic, realitzada en el metall corresponent a la seva categoria, consisteix en un collaret dividit en dues meitats amb la forma d'una corona d'olivera kotinos en la seva part frontal i compost de baules a manera de cadena en la posterior. A la part central del collaret hi apareixen situats els cinc anells, principal símbol del Moviment Olímpic, motiu central del seu bandera. Al costat del collaret es lliura una insígnia de petita grandària per ser col·locada en la solapa, coneguda com a miniatura, realitzada en or, plata i bronze, segons correspongui.
Nadia Comaneci, ha estat l'únic atleta a rebre l'Orde Olímpic dues vegades (1984, 2004), a més de ser la persona guardonada més jove.

## Guardonats
- 1976: Paul Anspach (Bronze), Jesse Owens, Antonio dos Reis Carneiro (Bronze)[1]
- 1979: Marcel Leclef (Bronze)[2]
- 1980: Almicare Rotta[2]
- 1981: Herbert Kunze
- 1982: Joan Pau II (Or),[3] Károly Kárpáti
- 1983: Ulrich Wehling, Galina Kulakova, Manfred Ewald, Aleksandr Medved, Esther Roth-Shahamorov,[4] Indira Gandhi,[5] Branko Mikulić (Or), Nadia Comaneci[6]
- 1984: Peter Ueberroth, Giancarlo Brusati, Milan Ercegan, Primo Nebiolo, Günther Sabetzki, Horst Dassler, Helene Ahrweiler[7]
- 1985: Anton Sailer, Erich Honecker, Nicolae Ceauşescu, Günther Sabetzki, Toni Sailer, Hanji Aoki, Borislav Stanković (segon en 2005), el rei Joan Carles I d'Espanya (Or)[8]
- 1987: Leon Štukelj, el rei Bhumibol de Tailàndia (Or), Kenan Evren (Or), John Brown, Alberto Juantorena, Jean-Claude Killy, Zdzisław Krzyszkowiak, Rudolf Hellmann[9]
- 1988: Manfred von Brauchitsch, Katarina Witt, Frank King (Or), Ralph Klein, Reiner Klimke, Jerzy Kukuczka (Plata), el príncep Ranier III de Mònaco (Or), Antonio Mariscal, Josef Neckermann, Jasdev Singh, Taieb Houichi, Ante Lambasa, Wolf Lyberg, Frederick Ruegsegger,[10] Aladár Gerevich, Mustapha Larfaoui, Arne B. Mollén[11]
- 1989: Larisa Latynina
- 1990: Giulio Andreotti (Or), Lee Kun-hee, Jonathan Janson, Rudolf Kárpáti, Reizo Koike, Naoto Tajima, Ivan Patzaichin, Lamine Diack, Arnoldo Devonish[12]
- 1992: Ludovit Komadel (Plata), Jesús Alfonso Elizondo Nájera (Plata)
- 1993: Willi Daume, Jacques Blanc, Anna Sinilkina, Ted Stevens,[13] Jordi Pujol i Soley, Dražen Petrović (a títol póstum),[14] Borís Ieltsin, president de Rússia (Or)[15]
- 1994: Gerhard Heiberg, Richard von Weizsäcker, president d'Alemanya (Or), Nelson Mandela[16]
- 1995: Miguel Indurain[17]
- 1996: Billy Payne
- 1997: Hendrika Mastenbroek, Roy Jones Jr. (vs Park Si Hun Jocs Olímpics 1988)
- 1998: Frédy Girardet, Chung Ju-yung, el gran duc Joan de Luxemburg[18]
- 1999: Frederic Prieto i Caballé,[19] Aleksandr Tíkhonov, Steffi Graf,[20] Antonio Spallino,[21] Bertrand Piccard, Brian Jones[22]
- 2000: Res Brügger, Alberto Tomba,[23] David Coleman, Adolf Ogi (Or),[24] John Coates (Or),[25] Alida van den Bos[26]
- 2001: Vegeu llista posterior
- 2002: Mitt Romney, Peter Blake (A títol póstum), Shirley de la Hunty,[27] Wayne Gretzky, Miroslav Subrt, Walter Bush Jr., Shoichi Tomita,[28] Flor Isava-Fonseca, Ashwini Kumar,[29] David Wallechinsky[30]
- 2003: John Williams,[31] Adolf Ogi,[32] Jean Durry[33]
- 2004: Matthias Kleinert, Gianna Angelopoulos-Daskalaki, Francoise Zweifel,[34] Johannes Rau, presidente de Alemania (Oro),[35] Nadia Comăneci[36]
- 2006: Hans Wilhelm Gäb, Valentino Castellani
- 2008: Liu Qi (Or), He Zhenliang, Liu Jingmin, Deng Pufang, Chen Zhili[37]
- 2009: Thor Nilsen[38]
- 2010: S. R. Nathan (Or),[39] Lee Hsien Loong (Or),[40] Jack Poole (Or; a títol pòstum), John Furlong (Or),[41] Ng Eng Hen, Teo Chee Hean, Vivian Balakrishnan[42]
- 2011: Fernando Lima Bello, Kip Keino[43]
- 2012: Eiichi Kawatei,[44] David Stern, Sebastian Coe
- 2013: El rei Guillem Alexandre dels Països Baixos (Or), Jacques Rogge (Or), Felip príncep d'Astúries (Or),[45] Papa Francesc (Or),[46]
- data desconeguda: Manfred Germar, Klaus Kotter i Vilnis Baltins.

### 2001
- Albert Scharf (a la seu del COI a Lausana, 8 de gener de 2001)[47]
- Enrique Sanz (a la seu del COI, 8 de juny de 2001)[48]

Executius olímpics, durant la CXII Sessió Plenària del COI, Moscou, 12 de julioñ de 2001:
- Richard Bunn, Regne Unit
- René Burkhalter, Suïssa
- Arnold Green, Estònia
- Félix Savón, Cuba
- Eric Walter, Suïssa, periodista esportiu, antic membre del Comitè de Premsa i la Comissió de Ràdio i Televisió del COI.

Esportistess, en una cerimònia celebrada al Museu Olímpic, Lausana, 21 de juliol de 2001:
- Myriam Bédard (biatleta), Canadà
- David Douillet (judoca), França
- Krisztina Egerszegi (nedadora), Hongria
- Cathy Freeman (atleta), Austràlia
- Kazuyoshi Funaki (saltador d'esquí), Japó
- Alexander Karelin (lluitador), Rússia
- Marco Marin (esgrimidor), Itàlia
- Haile Gebrselassie (atleta), Etiòpia
- Naim Süleymanoğlu (halteròfil), Turquia
- Pirmin Zurbriggen (esquiador alpí), Suïssa

L'antic president del COI Joan Antoni Samaranch també va rebre l'Orde Olímpic, en la seva modalitat d'or, durant la seva CXII Sessió Plenària, celebrada a la ciutat de Moscou.